# Observatório do Pico dos Dias

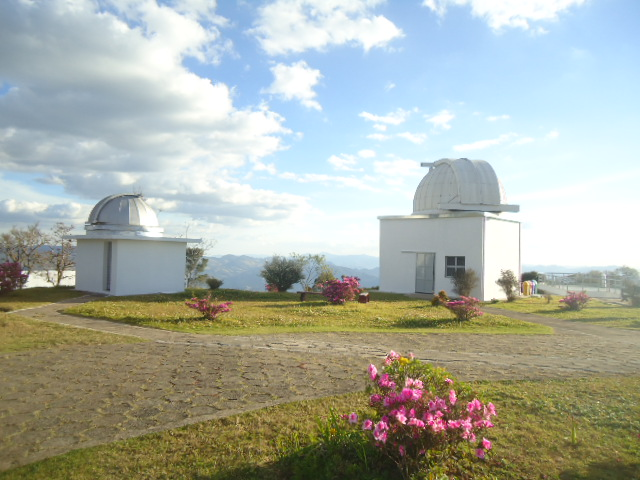
Observatório do Pico dos Dias

O Observatório do Pico dos Dias (OPD) é o maior observatório astronômico em território brasileiro localizado em Brazópolis, no estado de Minas Gerais  a 1 864 m de altitude na região da Serra da Mantiqueira. Trata-se de uma instalação científica operada e mantida pelo Laboratório Nacional de Astrofísica (LNA), cuja sede está localizada em Itajubá-MG.

## Equipamentos
O observatório possui três telescópios:
- Telescópio 1,6 m Perkin-Elmer (Ritchey-Chrétien)
- Telescópio 0,6 m Boller & Chivens (Ritchey-Chrétien)
- Telescópio 0,6 m Zeiss (Cassegrain)[2]

### Telescópio 1,60 m Perkin-Elmer
O telescópio principal do OPD entrou em funcionamento em 1981. O espelho primário tem um diâmetro de 1,60 metro e a razão focal no foco Cassegrain é f/10. O projeto óptico é tipo Ritchey-Chrétien. No foco Coudé a razão focal é f/31,2, após algumas conversões, uma vez que o secundário fornece f/150. Esse telscópio acompanha corpos celestes controlado por um programa de computador. O telescópio é utilizado para fotometria, espectroscopia e polarimetria.

### Telescópio 0,6 m Boller & Chivens
Instalado em 1992 através de um convênio entre o LNA  e o Instituto Astronômico e Geofísico da USP, este telescópio possui um espelho primário de 60cm de diâmetro e a razão focal no foco Cassegrain é de f/13,5. A óptica é do tipo Ritchey-Chrétien. O programa utilizado por esse telescópio é uma adaptação do programa desenvolvido para o telescópio de 1,6m. É utilizado para polarimetria e fotometria.

### Telescópio 0,6 m Zeiss
Este telescópio foi adquirido da Alemanha Oriental em troca de café nos anos 60/70 e foi montado no OPD em 1983. O projeto óptico é de um Cassegrain clássico, com primário parabólico e secundário hiperbólico. A razão focal no foco Cassegrain é f/12,5. Ele precisa ser apontado manualmente. É utilizado exclusivamente para fotometria e polarimetria.

### Telescópio russo
Foi inaugurado em 5 de abril de 2017 um telescópio russo que tem como objetivo observar lixo espacial e detectar possíveis colisões com a Terra. O telescópio possui 75 centímetros de abertura, permitindo mapear uma área maior do que qualquer outro telescópio no Brasil. A instalação é resultado de um acordo assinado em abril de 2016 entre o Ministério da Ciência, Tecnologia, Inovações e Comunicações e a Roscosmos, agência espacial russa.

## Acesso

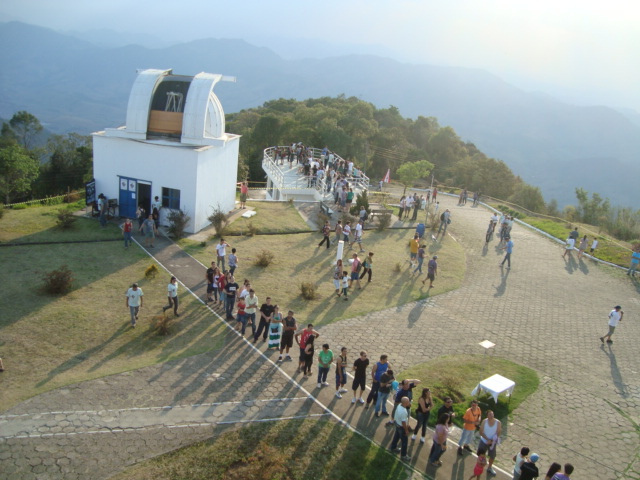
Visitantes fazem fila para entrar na cúpula do telescópio de 1,6m.

Ocorrem somente em dias úteis, no período diurno, em dias pré-determinados,  quando não ocorre manutenção ou troca de instrumentos. Não sendo possível, portanto, a observação do céu através de telescópio.
Na ocasião, são apresentadas as instalações, os telescópios, história do LNA/OPD, como funcionam as observações ou outros temas pertinentes.
Todas as visitas devem ser agendadas com antecedência e confirmadas por e-mail pelo LNA. Sem esta confirmação, a visita não está garantida.
As solicitações são atendidas por ordem de confirmação.

### Portas abertas
Ocorre uma vez ao ano o evento denominado "Tarde e Noite de Portas Abertas no OPD". Nesse evento, os visitantes sobem a montanha às 14 hs e podem permanecer no OPD até às 22 horas, com acesso aos telescópios e demais atrações. Nos meses próximos ao evento, os interessados podem se inscrever num link específico que será disponibilizado em . Como a procura e grande, é feito um sorteio para distribuição dos convites.

## Proteção ambiental
O observatório se localiza em um local cercado por Mata Atlântica nativa da região, e há uma forte proteção à essa floresta. É proibido jogar lixo na estrada de terra que dá acesso ao local e colher flores ou plantas da reserva.